# الیسین ایرلاینز
الیسین ایرلاینز (به انگلیسی: Elysian Airlines) یک شرکت هواپیمایی با کد یاتا E4 است. دفتر مرکزی الیسین ایرلاینز در یائونده، کامرون واقع شده‌است و قطب این شرکت هواپیمایی در فرودگاه بین‌المللی یائونده و فرودگاه بین‌المللی کوناکری قرار دارد و به ۹ مقصد، پرواز انجام می‌دهد.